# Dreadnoughts (jeu vidéo, 1992)
Pour le jeu vidéo de 1984, voir Dreadnoughts (jeu vidéo, 1984).
Dreadnoughts est un jeu vidéo de type wargame créé par Peter Turcan et publié par Turcan Research Systems  en 1992 sur Amiga et IBM PC. Le jeu simule sept batailles navales de la Première Guerre mondiale dont la bataille des Falklands, la bataille de Coronel, la bataille de Dogger Bank et la bataille du Jutland.Le joueur peut y commander les flottes anglaise ou allemande et affronter un autre joueur ou l’ordinateur. Peter Turcan commence à concevoir le jeu début 1991. Il effectue d’abord des recherches sur les combats navals de la Première Guerre mondiale en consultant plusieurs livres sur le sujet, comme Dreadnoughts de David Armine Howarth ou Conway's All the World's Fighting Ships, 1906–1921 de Robert Gardiner. Il se procure également le jeu vidéo Dreadnoughts de SPI ainsi que plusieurs jeux de plateau sur ce thème. Il en tire une base de données sur les navires de la Première Guerre mondiale puis développe un programme lui permettant de recréer graphiquement ces navires afin de les intégrer au jeu,.  

## Accueil
| Dreadnoughts |      |       |
| Média        | Pays | Notes |
| Amiga Action | GB   | 90 %  |
| Amiga Power  | GB   | 80 %  |
| CU Amiga     | GB   | 75 %  |
| Joystick     | FR   | 57 %  |